# Seznam bulharských chánů
Seznam bulharských chánů (bulharsky Именник на българските ханове) je krátký rukopis, ve kterém jsou zapsána jména několika nejstarších bulharských vladařů, jejich klanů, roku, kdy podle starého bulharského cyklického kalendáře nastoupili vládu, a délku jejich panování. Kromě toho jsou zapsány i doby společné vlády či občanských válek. Rukopis je napsán ve staroslověnštině, ale je v něm zmíněno i větší množství bulharských jmen a dat.

## Historie
Samotné dílo pochází z 8. století a bylo původně napsáno v řečtině, dochovaly se ale pouze slovanské opisy.
Rukopis nalezl ruský učenec Andrej N. Popov roku 1861 v době, kdy studoval informace o ruských kronikářích. Zatím byly nalezeny tři ruské kopie původního dokumentu. Nejstarší z nich, Uvarovův přepis, je datován od 15. a zbylé dva, Pogodinův a moskevský, od 16. století. 
Mezi nalezenými rukopisy jsou určité rozdíly co se týče přepisu jednotlivých jmen, a přestože se o Imenniku mluví jakožto o seznamu bulharských chánů, samotný titul chána není žádnému z vládců přiřazen. Vladařský titul má pouze Asparuch a jeho pět předchůdců – místo chána je však používán termín kníže.